# Kilivila-Louisiades jezici
Kilivila-Louisiades jezici, malena austronezijska skupina jezika iz Papue Nove Gvineje, koja čini dio šire periferne skupine papuan tip jezika. 
Obuhvaća šest jezika podijeljenih na tri podskupine, to su: a. kilivila (3) jezika, budibud, kilivila, muyuw; b. Misima (1), misima-paneati; c. nimoa-sudest (2), nimoa, sudest. Najvažniji među njima su kilivila s 20.000 govornika (2000 D. Tryon); misima-paneati s 18.000 (2002 SIL); i muyuw 6.000 (1998).

## Vanjske poveznice
- Ethnologue (14th)
- Ethnologue (15th)